# Weststadt (Heidelberg)
Weststadt – dzielnica niemieckiego miasta Heidelberg, w kraju związkowym Badenia-Wirtembergia. Zamieszkuje ją ok. 12 600 osób.

## Historia
Początki dzielnicy sięgają roku 1838, kiedy na terenie Weststadt wzniesiono podmiejski Hotel Schrieder. W 1840 otwarto tutaj dworzec kolejowy, lecz to na lata 70. XIX wieku przypada czas znacznego rozwoju okolicy. Nazwa "Weststadt" upowszechniła się między 1924 a 1938. W 2012 dzielnica jako całość została wpisana do rejestru zabytków.

## Architektura
Na terenie Weststadt znajduje się około 500 budynków. Znaczna część z nich reprezentuje neorenesans, neomanieryzm lub secesję. Głównym placem w dzielnicy jest Wilhelmsplatz znajdujący się przy rzymskokatolickim kościele św. Bonifacego (niem. Bonifatius-Kirche). Inną zabytkową świątynią jest ewangelicki kościół Chrystusa (niem. Christuskirche).

## Galeria

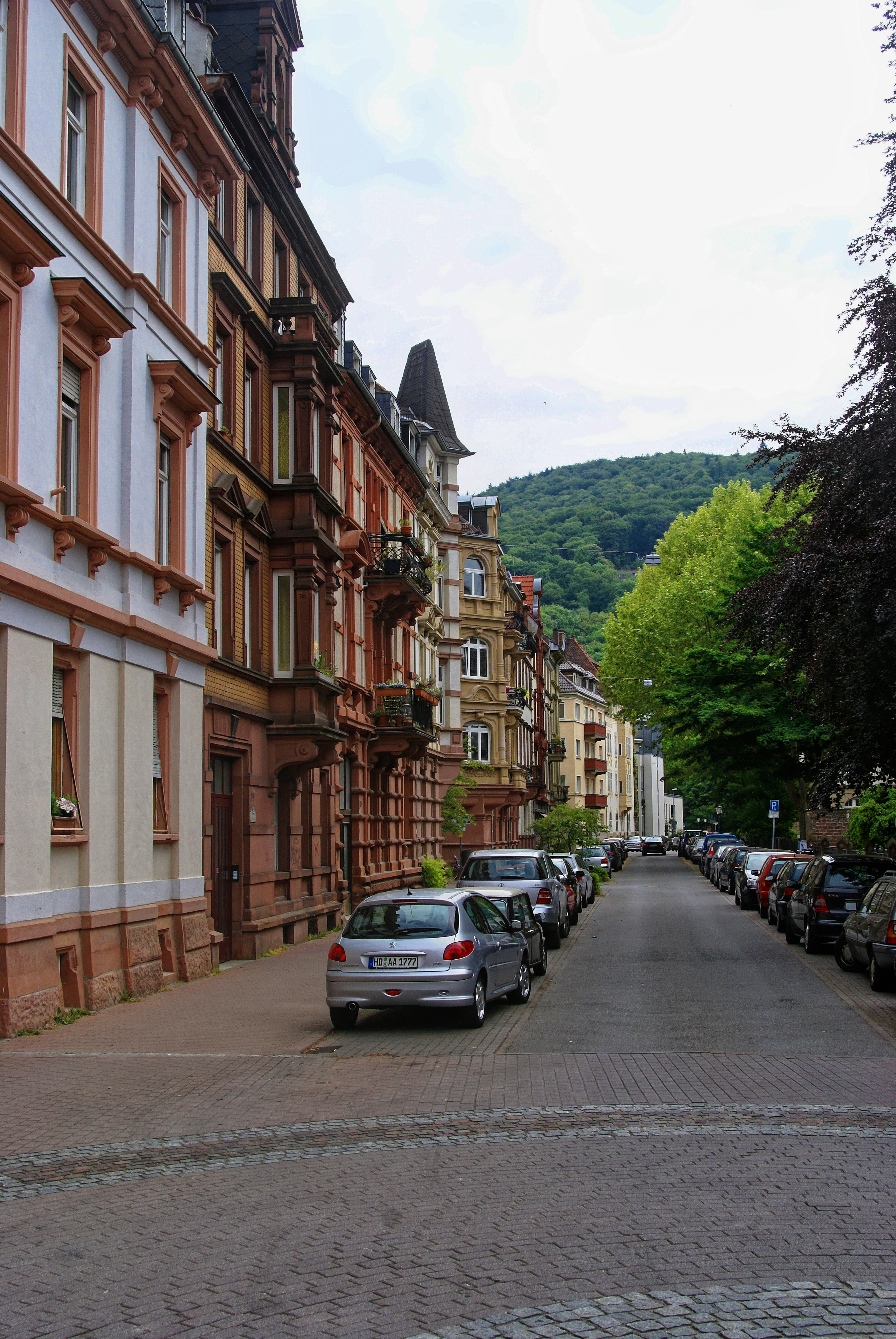
Blumenstraße
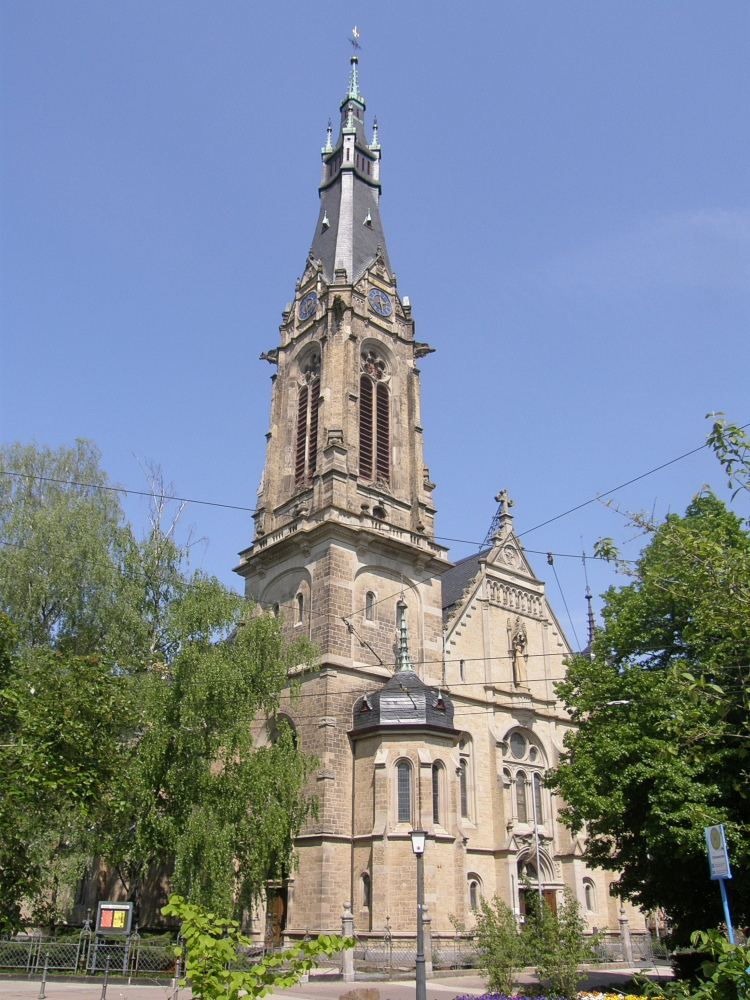
Kościół Chrystusa
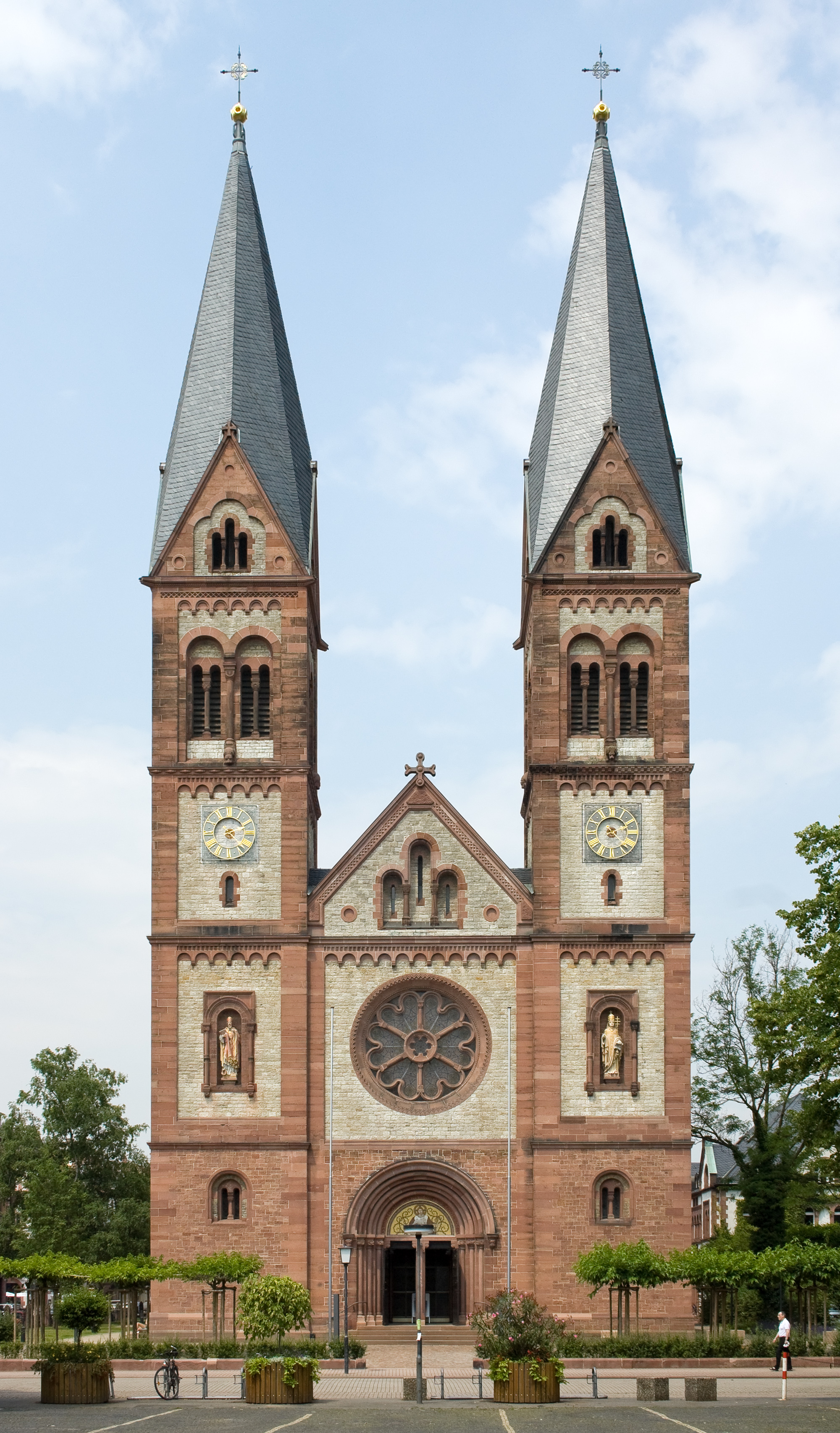
Kościół św. Bonifacego
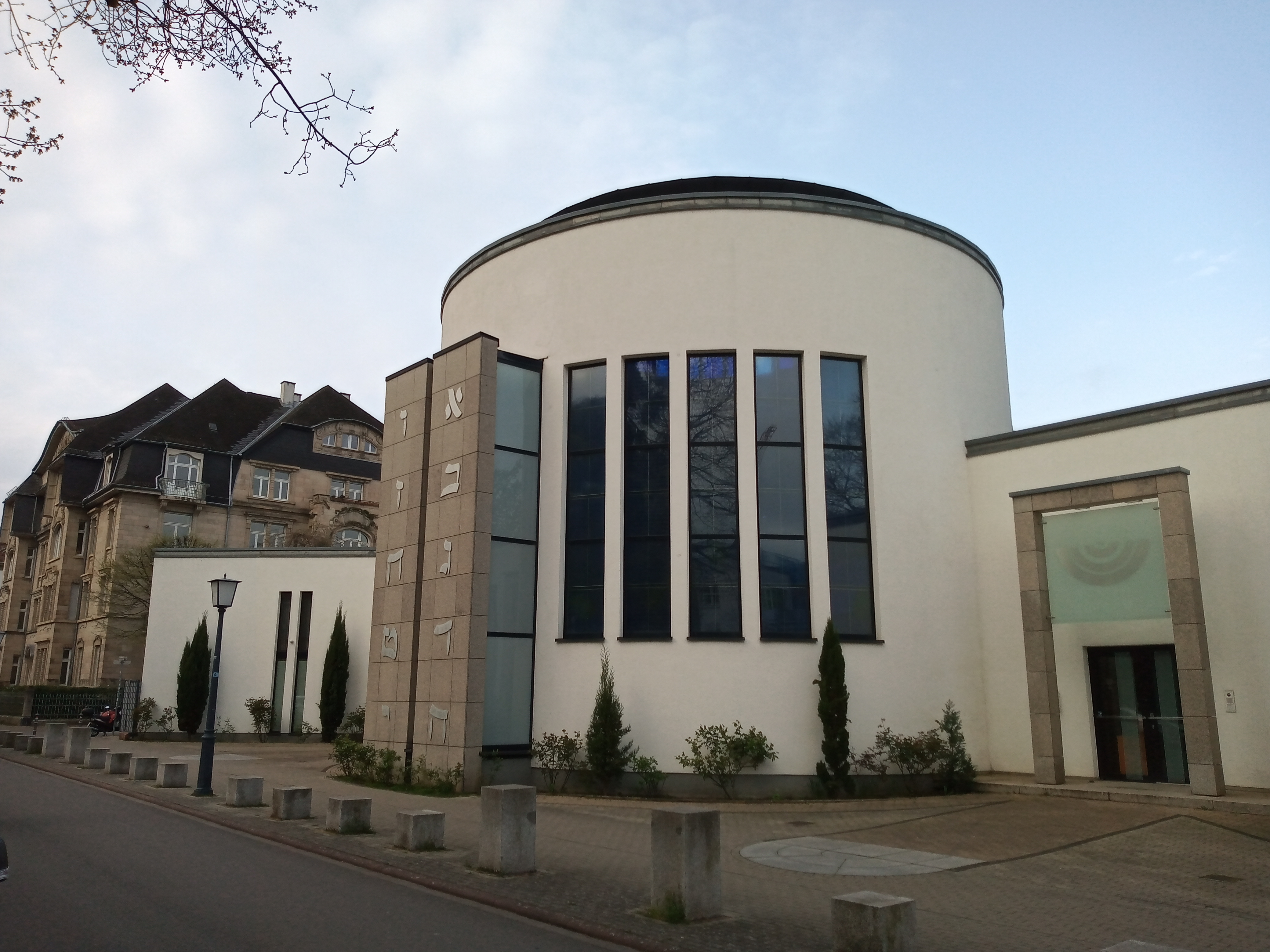
Synagoga
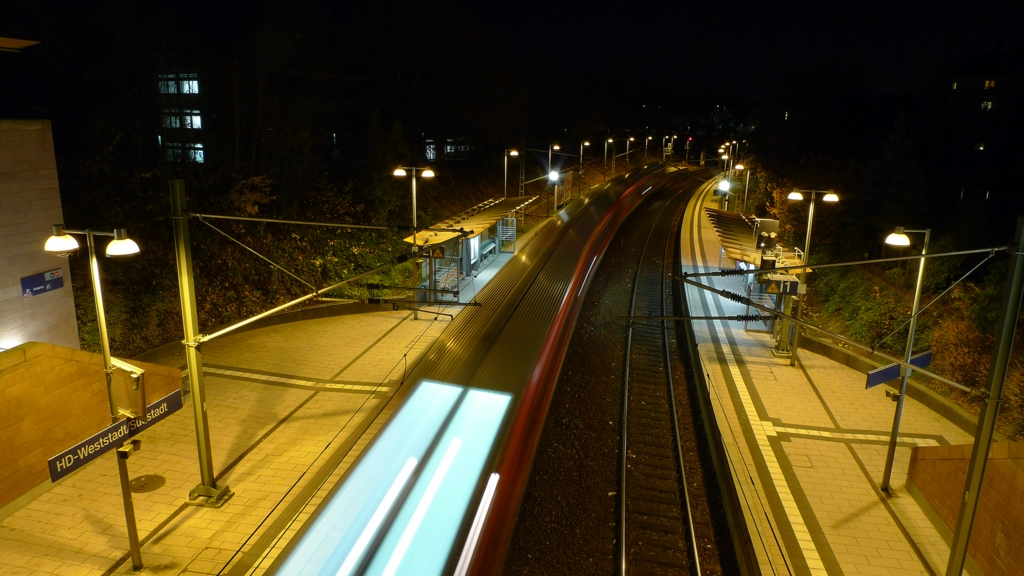
Dworzec Heidelberg Weststadt/Südstadt